# Harrisburg (Nebraska)
Harrisburg è un census-designated place (CDP) degli Stati Uniti d'America ed è capoluogo della contea di Banner nello Stato del Nebraska. La popolazione era di 100 persone al censimento del 2010.

## Storia
Harrisburg, e tutta la contea di Banner, erano in origine parte della contea di Cheyenne e ha iniziato con una fattoria nel 1884. L'insediamento, inizialmente si chiamava Randall, e poi Centropolis, a causa dello sviluppo intorno a questo e delle fattorie vicine. Nel novembre del 1888, la contea di Cheyenne fu suddivisa in cinque contee, e l'insediamento è stato incluso nel territorio che divenne la contea di Banner. Il suo capoluogo di contea era in origine Ashford, a poche miglia a nord-est. Tuttavia, nel 1889, Charles Schooley, un colono, ha donato parte del suo territorio per lo sviluppo di una città formale. Un migrante che proveniva dalla città di Harrisburg nella Pennsylvania è la causa dell'attuale nome.

## Geografia fisica
Harrisburg è situata a 41°33′16″N 103°44′25″W (41.554553, -103.740379).
Secondo lo United States Census Bureau, ha un'area totale di 5,3 miglia quadrate (14 km²).

## Società

### Evoluzione demografica
Secondo il censimento del 2000, c'erano 75 persone.

### Etnie e minoranze straniere
Secondo il censimento del 2000, la composizione etnica del CDP era formata dal 98,67% di bianchi e l'1,33% di due o più etnie. Ispanici o latinos di qualunque razza erano il 2,67% della popolazione.